# Физически факултет (Софийски университет)
Физическият факултет на Софийския университет е основан през 1963 г. след разделянето на две на Физико-математическия факултет.

## История
През 1889 г. към Висшето училище (от 1904 г. Софийски университет) се открива Физико-математическо отделение с 3 катедри: по експериментална физика, по химия и по висш анализ. От 1890 до 1907 г. ръководител на катедрата по експериментална физика е Порфирий Бахметиев. Курсът на обучение по физика и математика през учебната 1899/1900 г. покрива четиригодишно обучение по математика, експериментална и теоретична физика. Броят на дисциплините е 7, а на студентите – 72. С това се поставя началото на академичното обучение по природни и математически науки в България. Факултетът по физика и математика е основан през 1904 г. след приемането на Закона за висшето образование. Включва два главни профила – приложен и педагогически.
Физико-математическият факултет към Софийския университет е основан през 1904 г. и просъществува до 1963 година, когато Математическият и Физическият факултети се оформят като самостоятелни единици.

## Структура
- Катедри[2]
  - Астрономия
  - Атомна физика
  - Физика на кондензираната материя и микроелектроника
  - Обща физика
  - Метеорология и геофизика
  - Методика на обучението по физика
  - Ядрена техника и енергетика
  - Оптика и спектроскопия
  - Квантова електроника
  - Теоретична физика

- Центрове
  - Университетски център за космически изследвания и технологии към катедра Обща физика[3]
  - Изчислителен център[4]
- Лаборатории
  - Лаборатория по лазерна физика
  - Лаборатория по физика и техника на полупроводниците[5]

## Специалности
Специалности от степен бакалавър:
- Физика
- Инженерна физика
- Ядрена техника и ядрена енергетика
- Астрофизика, метеорология и геофизика
- Медицинска физика
- Физика и математика
- Физика и информатика
- Комуникации и физична електроника
- Квантова и космическа теоретична физика
- Оптометрия
- Фотоника и лазерна физика

Специалности от степен магистър:
Физика
- Астрономия и астрофизика
- Геофизика
- Лазерна физика и оптика
- Медицинска физика
- Метеорология
- Нанотехнологии за квантоворазмерни структури за оптоелектрониката
- Оптика и спектроскопия
- Теоретична и математическа физика
- Физика
- Физика на плазмата
- Физика на твърдото тяло
- Физика на ядрото и елементарните частици
- Физика на вълновите процеси

Инженерна физика
- Интегрална и дискретна оптоелектроника
- Квантова електроника и лазерна техника
- Микроелектроника и информационни технологии
- Безжични мрежи и устройства

Ядрена техника и ядрена енергетика
- Ядрена техника и технологии